# Amtsgericht Kirchhain (Niederlausitz)
Das Amtsgericht Kirchhain war ein preußisches Amtsgericht mit Sitz in Kirchhain, Provinz Brandenburg.

## Geschichte
Ab 1849 bestand das Kreisgericht Luckau mit einer Zweigstelle („Gerichtskommission“) in Kirchhain. Übergeordnet war das Appellationsgericht Frankfurt a. d. Oder. Im Rahmen der Reichsjustizgesetze wurden diese Gerichte aufgehoben und reichsweit einheitlich Oberlandes-, Land- und Amtsgerichte gebildet. Das königlich preußische Amtsgericht Kirchhain wurde mit Wirkung zum 1. Oktober 1879 als eines von zwölf Amtsgerichten im Bezirk des Landgerichtes Cottbus im Bezirk des Kammergerichtes gebildet. Der Sitz des Gerichts war die Stadt Kirchhain. Sein Gerichtsbezirk umfasste aus dem Landkreis Luckau den Stadtbezirk Kirchhain, den Amtsbezirk Sonnenwalde ohne den Teil, der dem Amtsgericht Finsterwalde zugeordnet war sowie die Gemeindebezirke Buckowin und Prietzen und der Gutsbezirk Vorwerk Prietzen aus dem Amtsbezirk Schilda. Am Gericht bestand 1880 eine Richterstelle. Das Amtsgericht war damit ein kleines Amtsgericht im Landgerichtsbezirk.
Zum 1. Juli 1951 wurden das Amtsgericht Doberlug und das Amtsgericht Kirchhain zum Amtsgericht Doberlug-Kirchhain zusammengelegt. Im Jahre 1952 wurden in der DDR die Amtsgerichte abgeschafft und stattdessen Kreisgerichte gebildet. Kirchhain kam zum Kreis Finsterwalde, zuständiges Gericht war damit das Kreisgericht Finsterwalde. Das Amtsgericht Doberlug-Kirchhain wurde aufgehoben und auch nach dem Zusammenbruch der DDR nicht neu gebildet.